# Sänna (Estland)
Sänna (Duits: Sennen, Võro: Sännä) is een plaats in de Estlandse gemeente Rõuge, provincie Võrumaa. De plaats heeft de status van dorp (Estisch: küla).

## Bevolking
Het dorp had 55 inwoners op 31 december 2011 en 48 inwoners op 31 december 2021.

## Ligging
De plaats ligt aan de rivier Pärlijõgi. Het deel van Sänna op de rechteroever van de rivier heet Roti of Rotikülä. De Tugimaantee 67, de secundaire weg van Võru via Mõniste naar Valga, komt door Sänna.

## Geschiedenis
Sänna werd in 1565 voor het eerst genoemd in een Russischtalig document als Сяння (‘Sännä’). Het dorp lag op het landgoed van Neuhausen (Vastseliina). In of kort na 1586 werd Sänna een zelfstandig landgoed onder de naam Sennen of Sennenhof. In 1793 werd het landgoed Hohenheide (Kõrgepalu) van Sennen afgesplitst. Het poststation, dat in 1730 was ingericht, ging mee met Hohenheide, maar bleef Sennen heten. In 1798 was het dorp Sänna verdwenen, wel bestonden nog het landgoed en een herberg. In de jaren twintig van de 20e eeuw ontstond opnieuw een nederzetting op het grondgebied van het landgoed, dat in 1919 door het onafhankelijk geworden Estland was onteigend. Het nieuwe Sänna kreeg in 1977 de status van dorp.
Het landgoed Sennen was tussen 1625 en 1837 in handen van de familie von Budberg. Daarna was de familie von Vietinghoff de eigenaar en vanaf 1889 de familie von Fuchs. Karl von Fuchs was de laatste eigenaar voor de onteigening in 1919.
Het houten landhuis van het landgoed werd gebouwd in de tijd van de familie von Vietinghoff, in 1875. Het ligt vrijwel direct aan de rivier Pärlijõgi. Het middendeel heeft één woonlaag, de beide vleugels hebben er twee. In het gebouw zijn een dorpshuis en een bibliotheek gevestigd. Ook een paar bijgebouwen, waaronder een droogschuur, een koetshuis en een watermolen, zijn bewaard gebleven. Buiten het terrein van het landhuis ligt nog een tweede watermolen, de Sänna mäeveski (‘Molen op de heuvel’), die uit de 18e eeuw dateert.

## Foto's

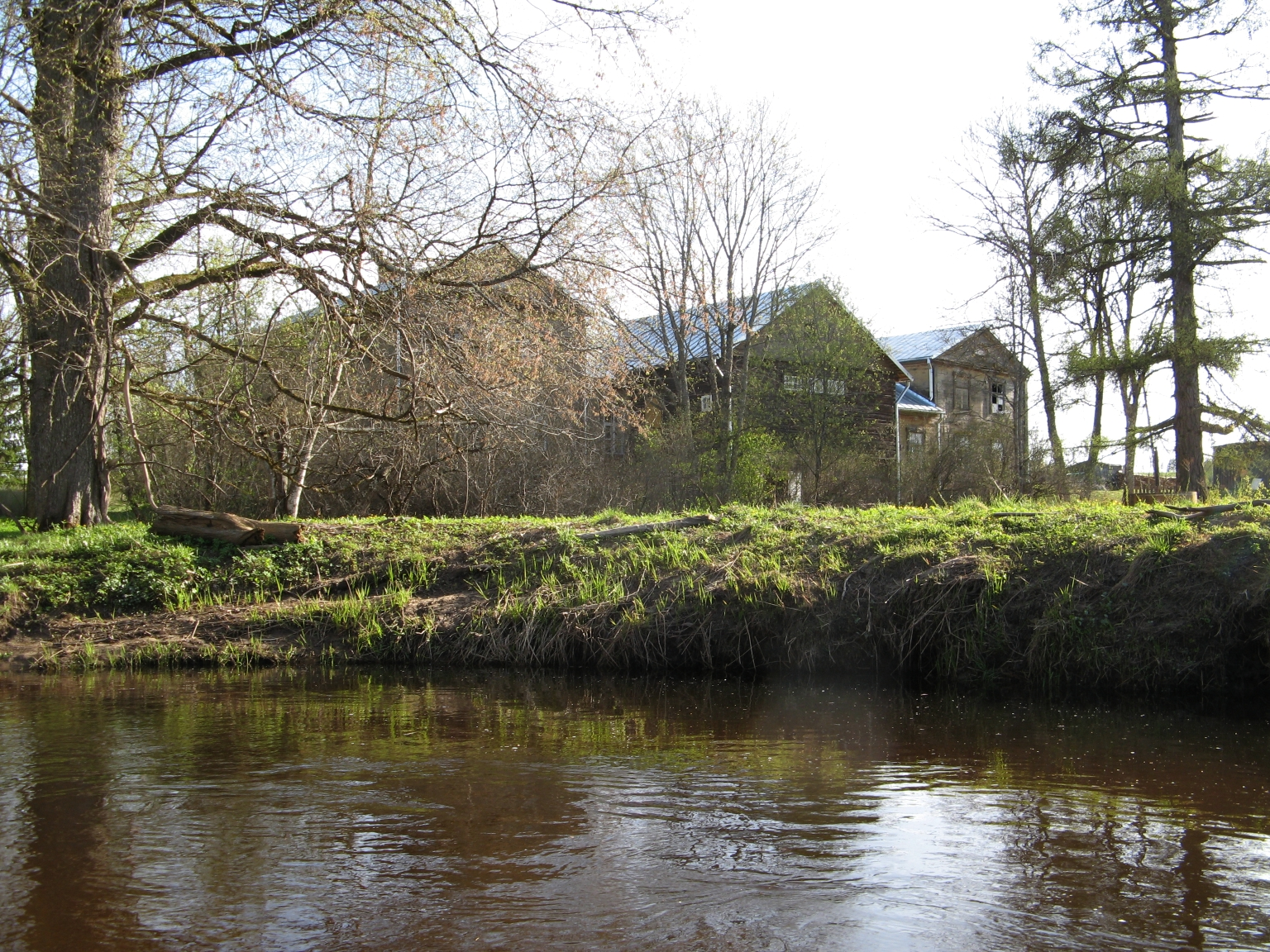
Het landhuis aan de Pärlijõgi, anno 2011
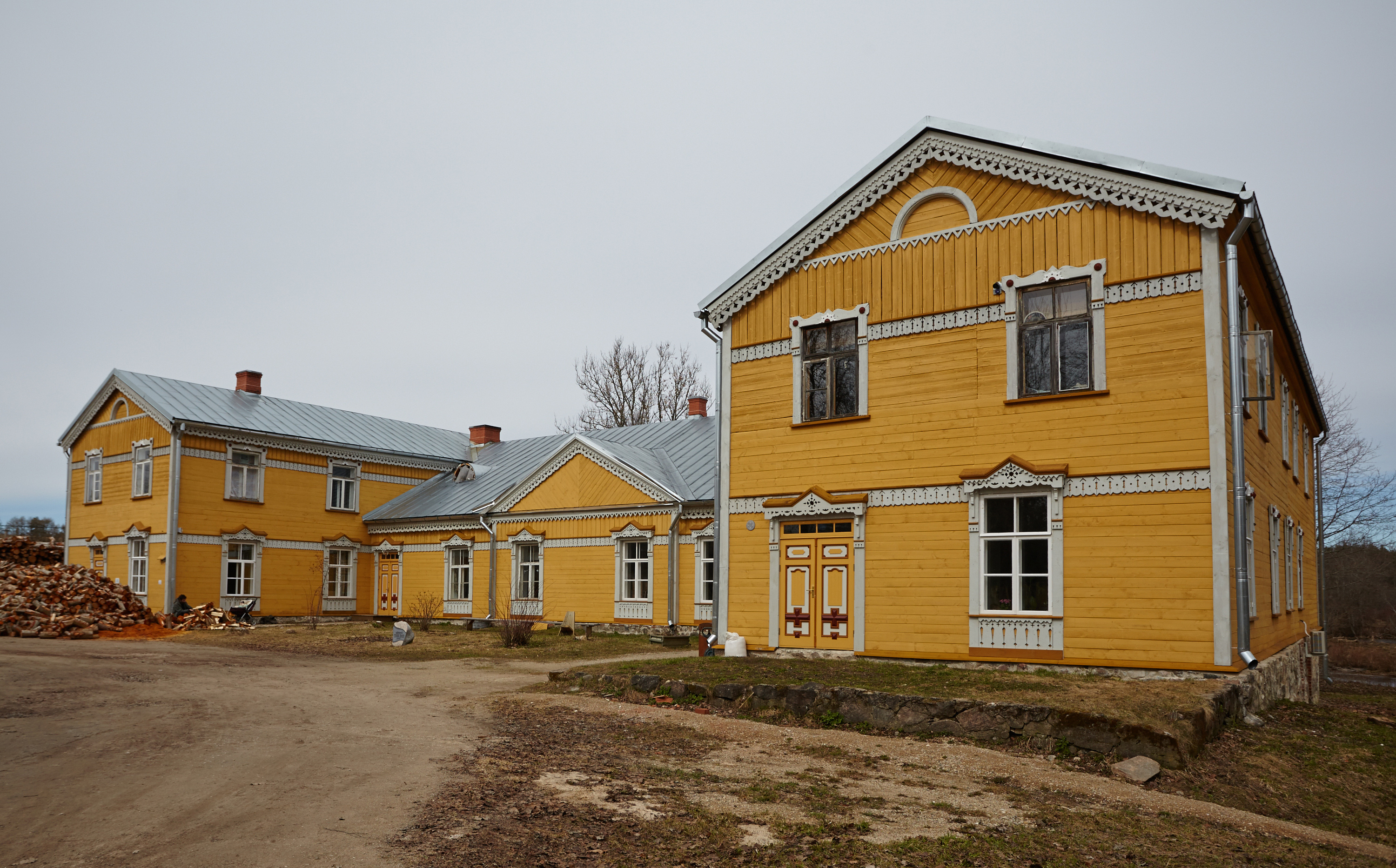
Het landhuis van Sänna, anno 2013
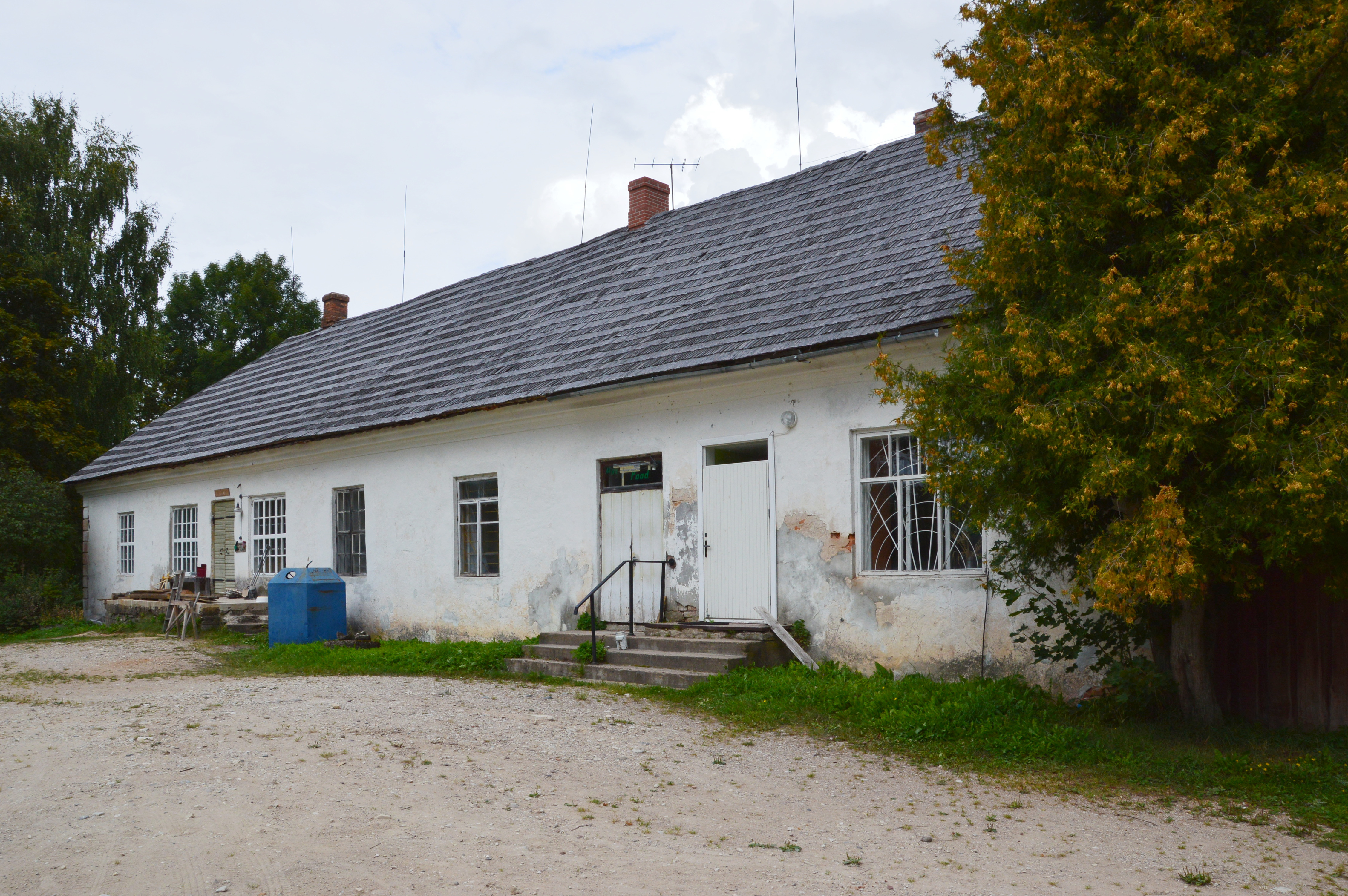
Droogschuur
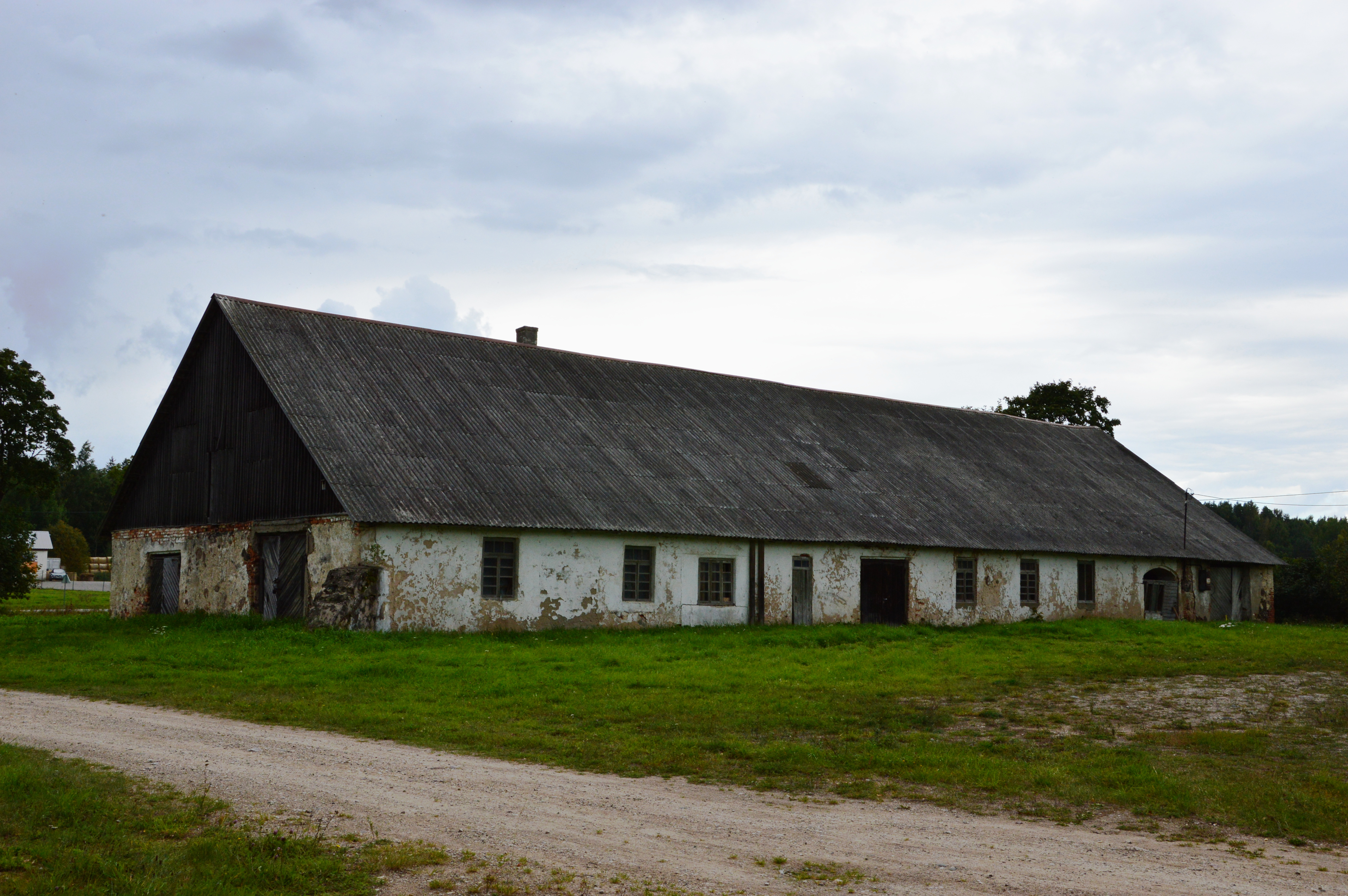
Stal annex koetshuis
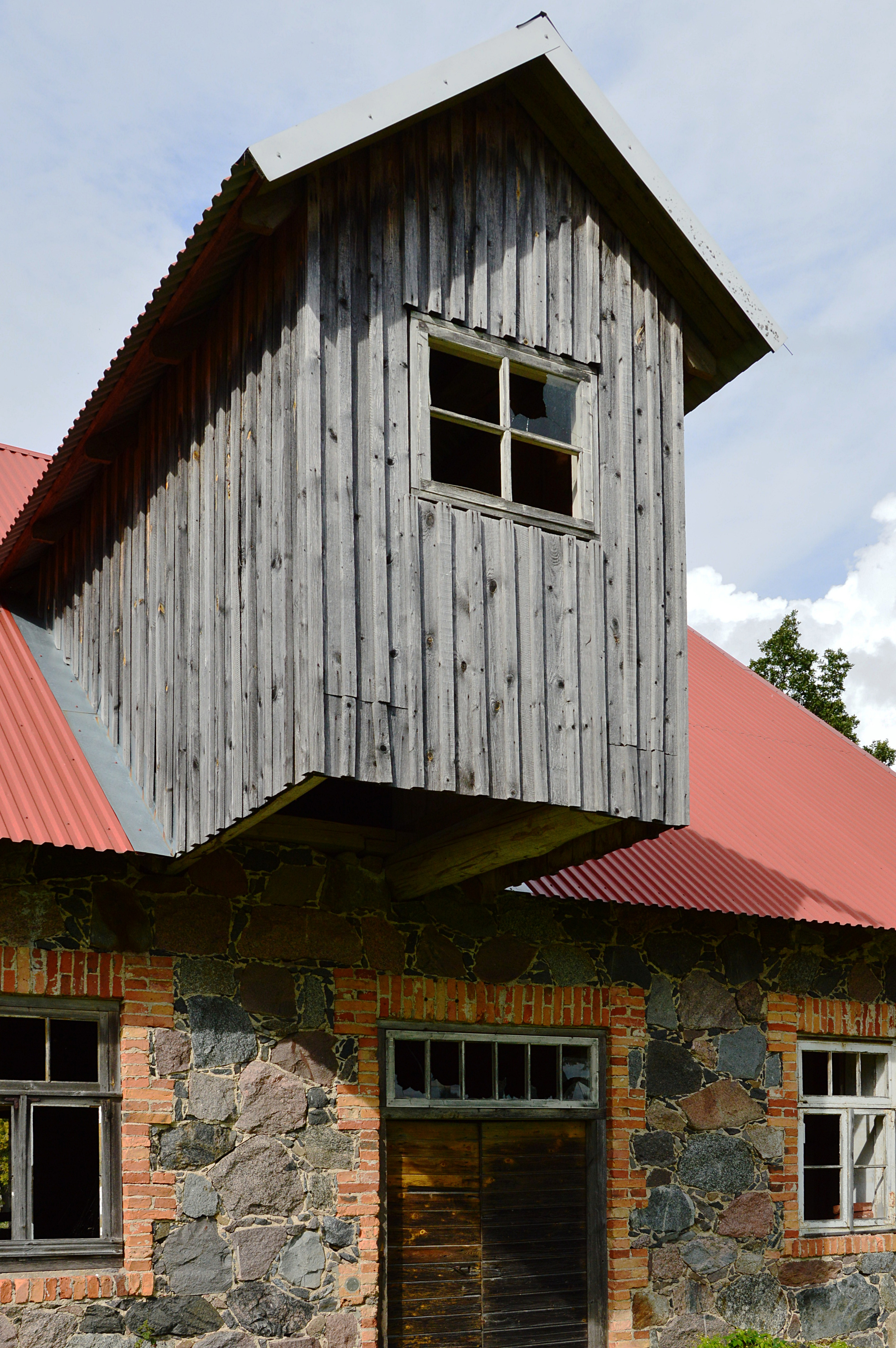
Watermolen
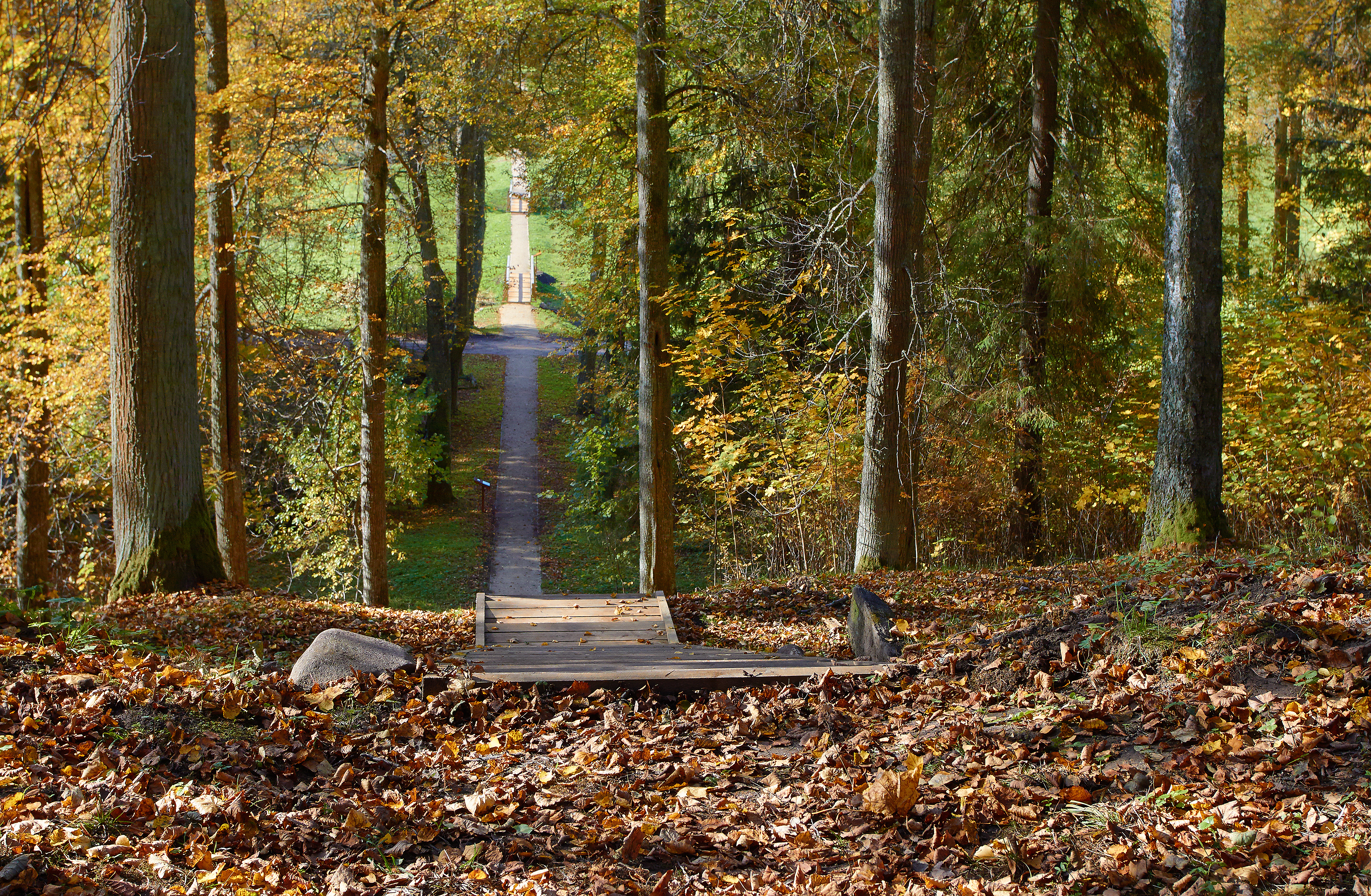
Het park bij het landhuis
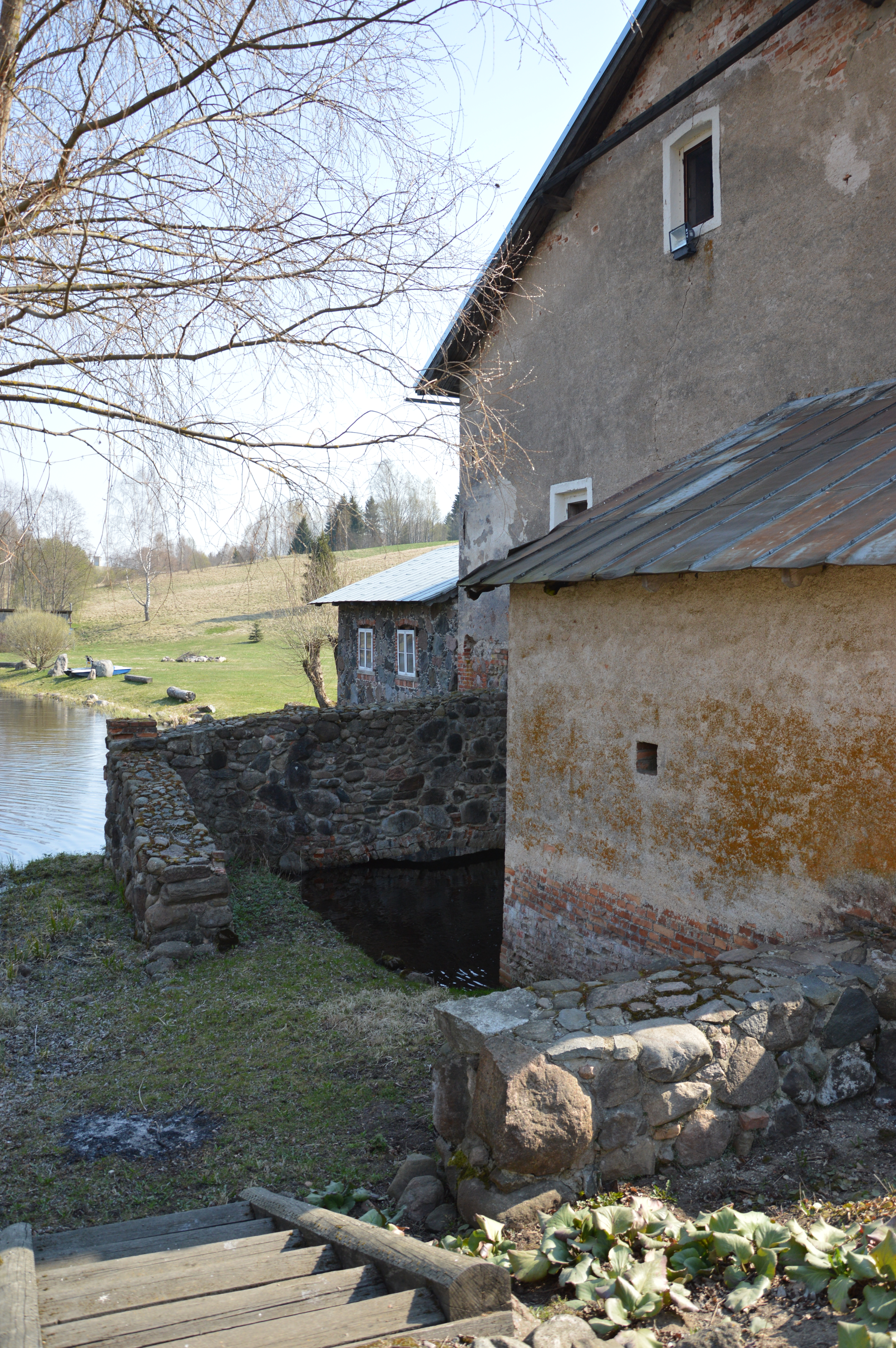
De Sänna mäeveski
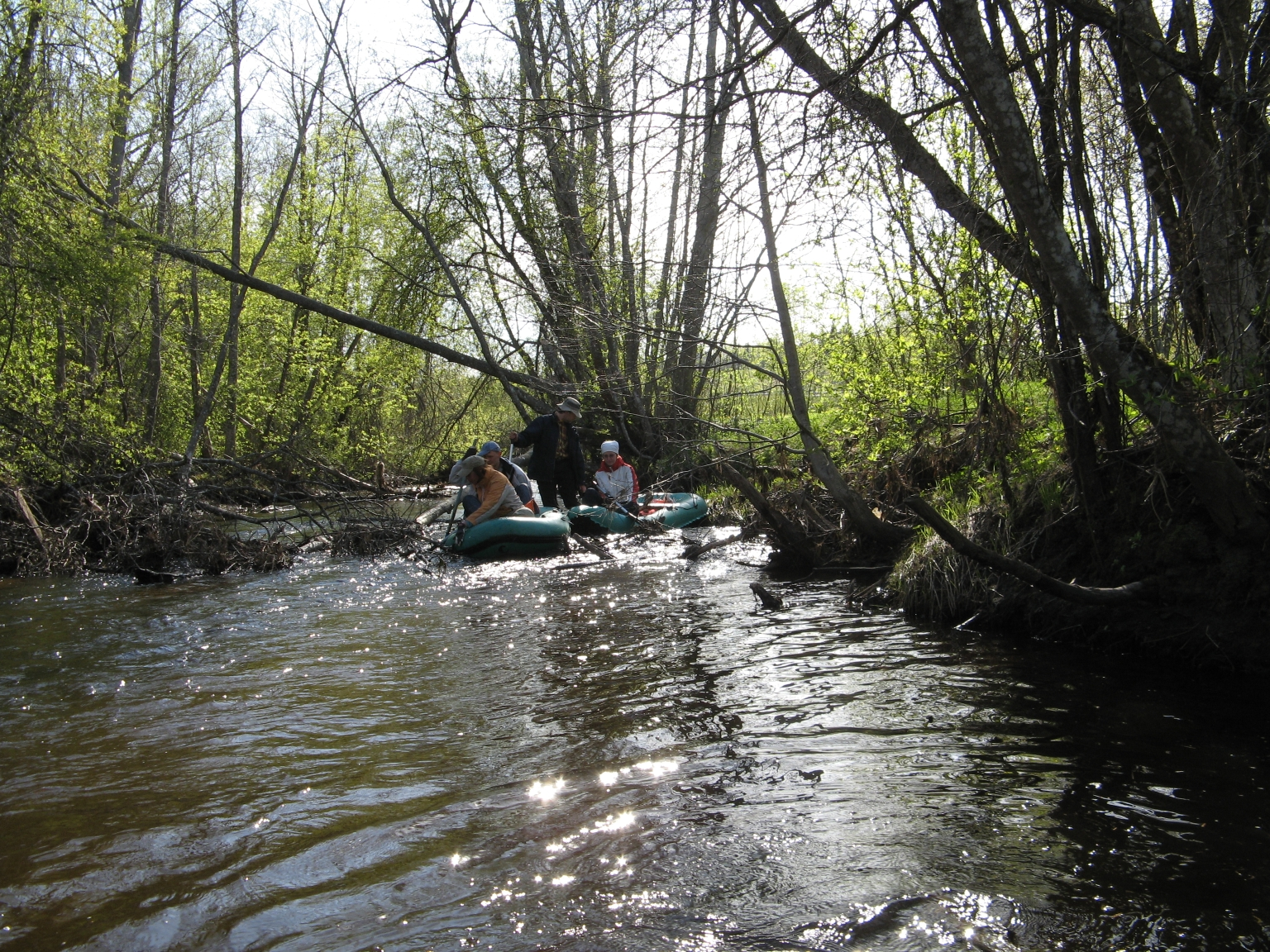
Varen op de Pärlijõgi bij Sänna
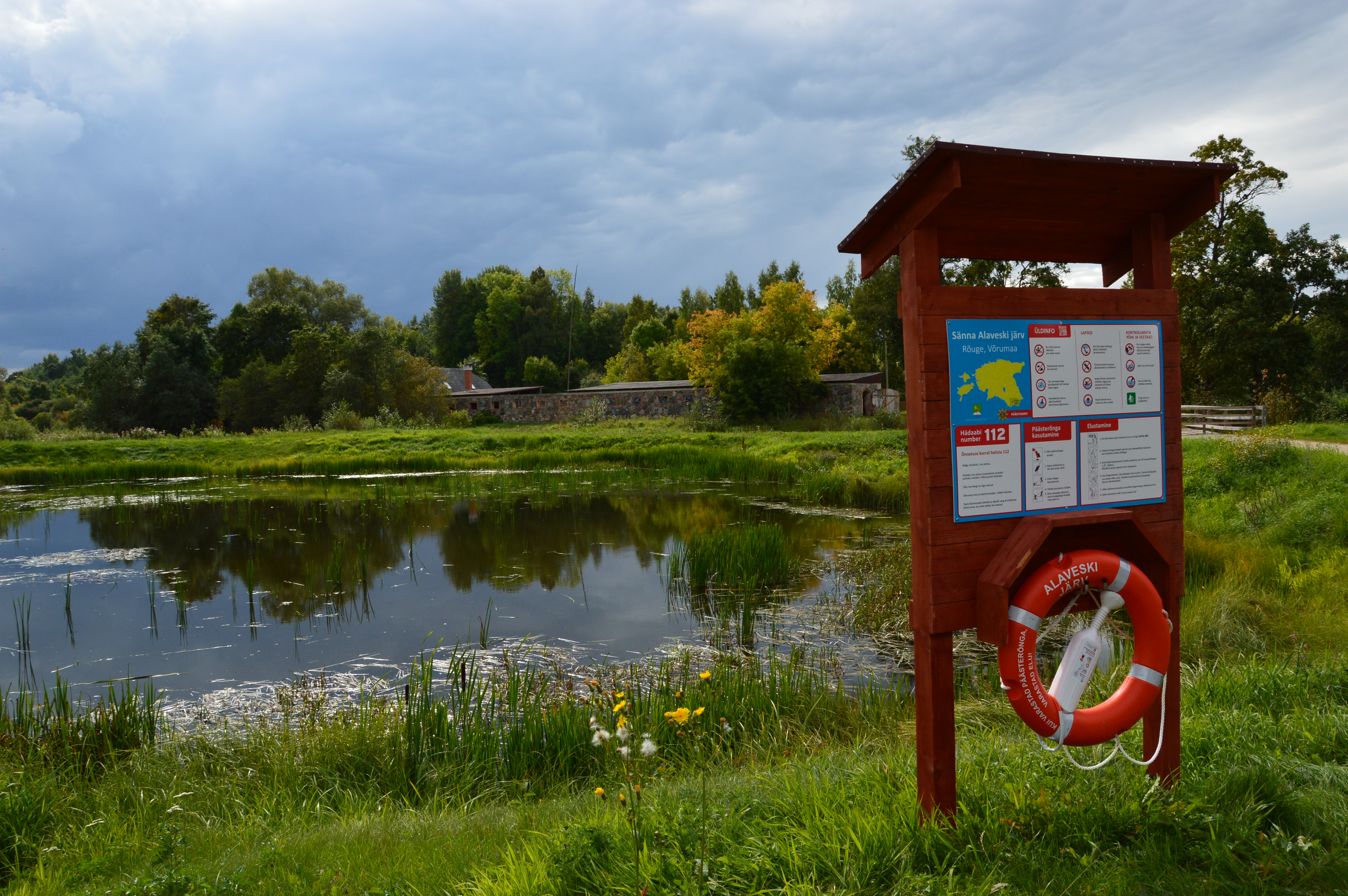
Het Alavaski järv, een meertje bij Sänna